# Pčinja (folyó)

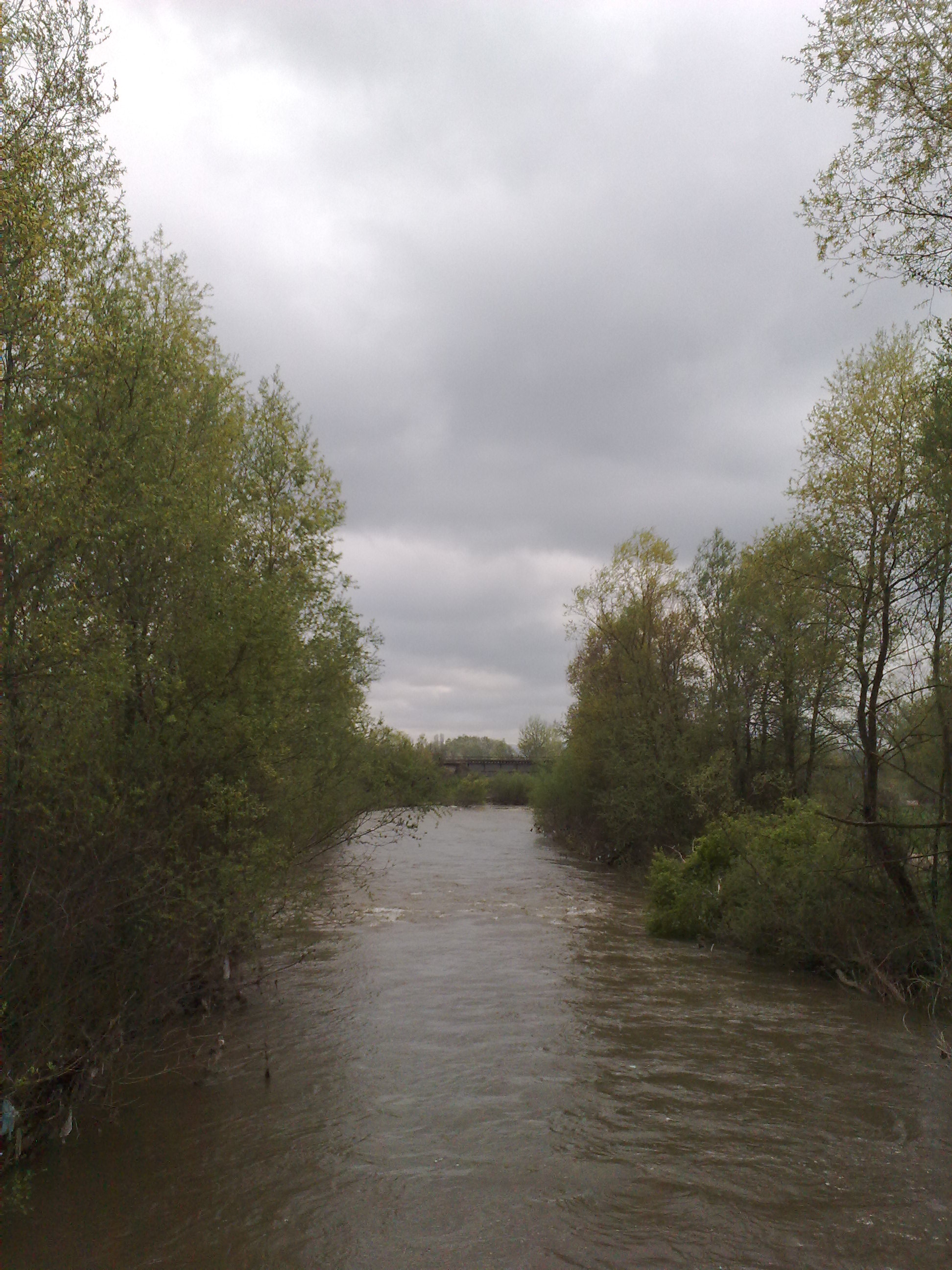
A folyó egy szakasza

A Pčinja (macedónul Пчиња) folyó Szerbia és Észak-Macedónia területén, a Vardar bal oldali mellékfolyója. 
A folyó a Dukat-hegység déli lejtőjén ered Trgovište helységtől 15 km-re keletre. A Prohor Pčinjski kolostornál „lép” át Észak-Macedóniába,  és Vetersko helységnél, Szkopjetől 25 km-re délkeletre torkollik a Vardarba.
Hossza 128 km, ebből kb. 45 km a szerbiai rész. Közepes vízhozama a torkolatnál 14 m³ másodpercenként, vízgyűjtő területe 2 813 km². 